# AN/APG-66
AN/APG-66는 긴 레이다 사정거리를 가진 첨단 전투기용 레이다이다. 80km 떨어진 적기도 탐지가 가능한 4세대 전투기급 레이다다.

## 종류
- APG-66(V) – P-3 오라이온 초계기
- APQ-164 - B-1 랜서 폭격기 용으로 제작된 PESA 레이다
- APG-66(T47) – installed in Cessna OT-47B.
- APG-66(V)2 – F-16 블록 15를 위한 레이다, 80km 탐지.
- ARG-1 AN/APG-66(V)2 APG-66을 다운그레이드해 A-4 파이팅호크를 위한 용.
- APG-66(V)2A – AN/APG-66(V)2 - 1990년대에 벨기에,덴마크,노르웨이,포르투갈,네덜란드등의 나라들을 위한 용도.
- APG-66(V)3 – as APG-66(V)2 but with CW illumination capability, possibly for export to Taiwan.
- APG-66(V)X – improved version of the APG-66(V)2/3 radar with greater detection range.
- APG-66H – BAE 호크 200 용 레이다다.
- APG-66J – 일본 항공자위대의 F-4EJ 팬텀기를 업그레이드하기 위한 용도.
- APG-66NT – 해군 훈련대의 T-39N을 위한 용도.
- APG-66NZ – 뉴질랜드의 A-4 스카이 호크를 위한 용도.
- APG-66SR
- APG-66SS
- APG-66T – multi-target track while scan variant.

## 같이 보기
- AN/APG-65
- AN/APG-68
- AN/APG-77